# Valdemar I al Danemarcei
Valdemar I (n. 14 ianuarie 1131, Schleswig, Danemarca – d. 12 mai 1182, Vordingborg, regiunea Sjælland, Danemarca) cunoscut ca Veldemar cel Mare, a fost regele Danemarcei din 1157 până la moartea sa în 1182.
El a fost fiul lui Cnut Lavard, un prinț cavaler și un danez popular, care era fiul cel mare a lui Eric I al Danemarcei. Tatălui lui Valdemar a fost ucis de către Magnus la câteva zile după nașterea lui Valdemar. Mama sa, Ingeborg de Kiev, fiica lui Mstislav I al Kievului, l-a numit pe fiul său după Vladimir Monomakh de la Kiev. 
Ca moștenitor al tronului, a câștigat rapid puterea și a fost ridicat la curtea lui Asser Rig de Fjenneslev, împreună cu fiii lui Asser, Absalon și Esbern Snare, carea aveau să devină prietenii săi de încredere și miniștrii. 
În 1146, când Valdemar avea 15 ani, regele Eric al III-lea a abdicat și a izbucnit războiul civil. Pretendenții la tron au fost: Svend al III-lea al Danemarcei, Eric al II-lea al Danemarcei, fiul lui Eric I și Knut al V-lea al Danemarcei, fiul lui Magnus. Valdemar a deținut Iutlanda iar războiul cuvil a durat mai bine de zece ani.
În 1157, cei trei au fost de acord să împartă țara în trei. Svend a găzduit un banchet mare pentru Knut, Absalon, și Valdemar în care a planificat să scape de toți rivalii săi. Knut a fost ucis, dar Absalon și Valdemar scăpat., Valdemar revenind în Iutlanda. Svend a lansat o invazie unde a fost învins de Valdemar în Bătălia de la Grathe Heath. El a fost ucis în timp ce încerca să fugă de către un grup de țărani. Valdemar, care supraviețuise pretendenților săi rivali, a devenit singurul rege al Danemarcei. 
În 1158, Absalon a fost ales episcop de Roskilde, și Valdemar l-a făcut pe prietenul său șef și consilier. El a reorganizat și reconstruit Danemarca după ce s-a sfârșit războiul. La instigarea lui Absalon, el a declarat război asupra slavilor de vest care făceau raiduri pe coastele daneze. În 1168, orașul Arkona a fost capturat iar slavii vestici au fost creștinizați și puși sub suzeranitatea daneză. Influența daneză a ajuns până în Pomerania.
Domnia lui Valdemar a adus creștere Danemarcei, țară care a atins apogeul la al doilea fiul al său, Valdemar al II-lea.

## Copii
Valdemar s-a căsătorit cu Sofia de Minsk, fiica vitregă a lui Knut al V-lea al Danemarcei. Cei doi au avut următorii copii:
- Sofia (1159 - 1208), s-a căsătorit cu Siegfried al III-lea, Coute de Weimar-Orlamünde
- Regele Knut al VI-lea al Danemarcei (1163 - 1202)
- Maria, călugăriță la Roskilde (născută în 1165)
- Margareta, călugăriță la Roskilde (născută în 1167)
- Regele Valdemar al II-lea al Danemarcei (1170 - 1241)
- Ingeborg (1175 - 1236), s-a căsătorit cu regele Filip al II-lea al Fratei
- Elena (1177 - 1233), s-a căsătorit cu William de Lüneburg
- Richeza (1180 - 1220), s-a căsătorit cu regele Eric al X-lea al Suediei

Un fiu nelegitim cu Tove:
- Christopher (1150 - 1173)

1. 1 2  Valdemar I 'the Great' Knutsson, King of Denmark, The Peerage, accesat în 9 octombrie 2017
2. 1 2  Valdemar I. Veliki, Hrvatska enciklopedija[*]
3. 1 2  Valdemar I The Great, Find a Grave, accesat în 9 octombrie 2017
4. 1 2  Valdemar I, Encyclopædia Britannica Online, accesat în 9 octombrie 2017
5. 1 2  Valdemar 1. den Store, Dansk Biografisk Lexikon
6. ↑  IdRef, accesat în 11 mai 2020